# بيير ميركل
بيير ميركل (بالألمانية: Pierre Merkel)‏ (25 مايو 1989 في ألمانيا - ) هو لاعب كرة قدم ألماني في مركز الهجوم. لعب مع آينتراخت براونشفايغ وEintracht Braunschweig II ‏ وSV Alemannia Waldalgesheim ‏ ونادي هالشر وSC Idar-Oberstein ‏ وآينتراخت باد كرويتسناخ ‏ ونادي إلفرسبيرغ وVfB Oldenburg ‏.

## وصلات خارجية
- بيير ميركل على موقع قاعدة بيانات كرة القدم.إي يو (الإنجليزية)
- بيير ميركل على موقع بيانات كرة القدم. دي إي (الألمانية)
- بيير ميركل على موقع Soccerway.com (الإنجليزية)
- بيير ميركل على موقع عالم كرة القدم.نت (الإنجليزية)